# Catena lineare
In chimica organica viene definita catena lineare una catena formata da atomi di carbonio legati covalentemente fra di loro in maniera lineare, ovvero senza ramificazioni, reticolazioni o struttura ad anello.

## Catene polimeriche lineari
I polimeri lineari, se non contengono gruppi funzionali ad elevato ingombro sterico, hanno in genere la possibilità di avvicinare maggiormente le loro catene rispetto ai polimeri ramificati, per cui presentano una densità maggiore.

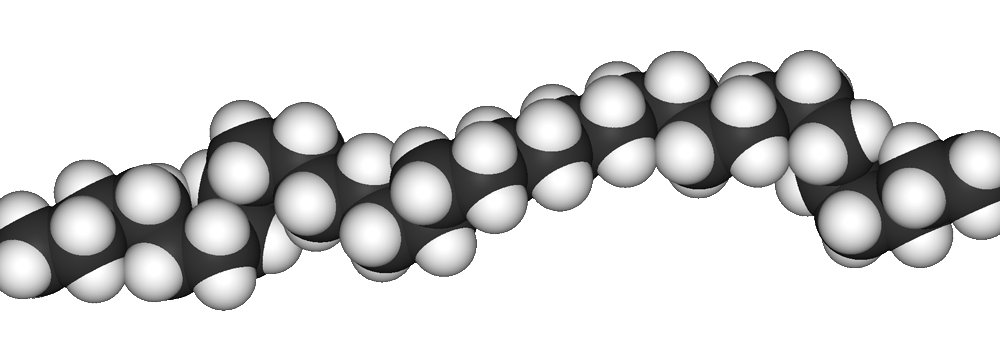
Un esempio di polimero a catena lineare: polietilene lineare a bassa densità.